# André Leone
André Augusto Leone (Vargem Grande do Sul, 12 de fevereiro de 1979) é um ex-futebolista brasileiro que atuava como zagueiro.